# Sathonay-Village
Sathonay-Village este o comună în departamentul Rhône din sud-estul Franței. În 2009 avea o populație de 1.905 de locuitori.

## Evoluția populației
| An        | 1975 | 1982  | 1990  | 1999  | 2006  | 2009  |
| --------- | ---- | ----- | ----- | ----- | ----- | ----- |
| Populație | 675  | 1.050 | 1.401 | 1.693 | 1.849 | 1.905 |